# Eucalyptus cometae-vallis
Eucalyptus cometae-vallis är en myrtenväxtart som beskrevs av Joseph Henry Maiden. Eucalyptus cometae-vallis ingår i släktet Eucalyptus och familjen myrtenväxter. Inga underarter finns listade i Catalogue of Life.